# Leptotogea camelatra
Leptotogea camelatra là một loài tò vò trong họ Ichneumonidae.